# Megachile ichnusae
Megachile ichnusae är en biart som beskrevs av Rebmann 1968. Megachile ichnusae ingår i släktet tapetserarbin, och familjen buksamlarbin. Inga underarter finns listade i Catalogue of Life.